# Seasplash
Seasplash je međunarodni glazbeni festival koji se održava u srpnju u Puli, te na njemu sviraju reggae, dub, ska, trance, d'n'b i ostali glazbenici.
Prvi Seasplash festival održan je 2003. u tvrđavi Punta Kristo u Štinjanu. Na istoj lokaciji održan je i iduće godine, 2005. na Marsovom polju, a od 2006. održava se na Monumentima. U krugu održavanja koncerta organizirano je besplatno kampiranje. Između ostalih, na festivalu su nastupali britanski Zion Train i Vibronics, francuski Djin, The Steppers i Brain Damage, slovenski Moveknowledgment i Dubzilla, bosanskohercegovački Dubioza kolektiv, a od hrvatskih glazbenika ST!llness, Edo Maajka i drugi. 
Zadnje festivalsko izdanje Seasplasha održat će se od 20. do 23. srpnja 2023. na Martinskoj u Šibeniku.

## Vanjske poveznice
- Official website